# Тихий садівник
«Тихий садівник» (дослівно — «Майстер-садівник»; англ. Master Gardener) — американський кримінальний трилер 2022 року, сценаристом і режисером якого виступив Пол Шредер, а в головних ролях зіграли Джоел Еджертон, Сігурні Вівер та Квінтесса Свінделл. Світова прем'єра фільму відбулася на 79-му Венеціанському міжнародному кінофестивалі 3 вересня 2022 року, а в США фільм вийшов у прокат 19 травня 2023 року компанією Magnolia Pictures.

## Сюжет
Нарвел Рот — ретельний садівник із садів Грейсвуд, прекрасного маєтку, що належить заможній вдові місіс  Гейвергілл, з якою у нього роман. Без відома своєї команди садівників, Рот є колишнім прихильником переваги білих у захисті свідків, він зрадив своїх колишніх соратників після того, як відмовився вбити дружину та доньку темношкірого проповідника. Переслідуваний своїм минулим, Рот знаходить розраду в ритуальних щоденниках, прикриваючи свої татуювання з символами переваги білої раси під садівничим одягом і дрібні деталі садівництва, які він описує як «віру в майбутнє».
Місіс Гейвергілл наказала Роту взяти в підмайстри її внучату племінницю Майю, яка нещодавно залишилася сиротою, щоб вона зрештою могла заволодіти садами й залишити їх «у сім'ї». Хоча вона й здатна до навчання, і її стосунки з місіс Гейвергілл залишаються напруженими, Мая та Рот зрештою зближуються. Коли на Маю нападає її торговець наркотиками Р. Г., агент Рота залякує його. Мая намагається спокусити Рота, але він відмовляє їй, коли вона намагається зняти з нього сорочку. Місіс Гейвергілл бачить, як Рот покидає кімнату Маї, і, зневажена, звільняє їх обох. Рот і Мая вирішують піти разом, зупиняючись спочатку в квартирі Маї, а Рот залякує Р. Г. і його подругу Сіссі. Після кількох днів у дорозі Рот відкривається Маї та знімає сорочку в номері мотелю, але його татуювання шокують Майю. Коли вона сперечається з ним про їх стосунки, він наполягає, що тепер він інший чоловік. Цієї ночі вони вперше займаються сексом, але Мая змушує Рота пообіцяти, що він видалить татуювання.
Незабаром Рот отримує дзвінок про те, що Р. Г. та Сіссі спустошили сади. Повернувшись та знайщовши Р. Г. і Сіссі в будинку для вечірок, Рот дає рушницю Маї, щоб вона вбила їх сама, але вона відмовляєтся. Натомість Рот ламає їм ноги. Він стежить за реставрацією садів та повідомляє місіс Гейвергілл, що їхній роман закінчився і що вони з Маєю одружуються. Коли місіс Гейвергілл називає їх стосунки «непристойними», Рот заперечує говорячи: «Я бачив непристойне». Він з Маєю танцюють на ганку його помешкання в садах.

## У ролях
- Джоел Еджертон — Нарвел Рот
- Сігурні Вівер — Норма Гейвергілл
- Квінтеса Свінделл — Мая Кор
- Есай Моралес — Оскар Неруда
- Едуардо Лосан — Ксав'є
- Вікторія Хілл — Ізобель Фелпс
- Емі Ле — Джанін
- Еріка Ешлі — Меггі
- Джаред Бенкенс — Р. Г.
- Метт Меркуріо — Сіссі
- Рік Коснетт — Стівен Коллінз

## Виробництво
У вересні 2021 року було оголошено, що Джоел Еджертон та Сігурні Вівер будуть грати головні ролі у фільмі, сценаристом і режисером якого став Пол Шредер. Зйомки почалися в Луїзіані (США) 3 лютого 2022 року і мали проходити в районі Сент-Франсісвілл до початку березня. 8 лютого було оголошено, що до акторського складу приєдналися ще двоє акторів: Квінтеса Свінделл (замість Зендаї, яку спочатку мав на увазі Шредер) та Есай Моралес.

## Реліз
Світова прем'єра «Тихого садівника» відбулася на 79-му Венеціанському міжнародному кінофестивалі 3 вересня 2022 року. Фільм вийшов у прокат у США 19 травня 2023 року.

## Реакція
На веб-сайті агрегатора рецензій Rotten Tomatoes рейтинг схвалення фільму становить 69 % на основі 154 рецензій і середній рейтинг 6,5/10. Консенсус критиків сайту говорить: «Майстер-садівник припускає, що Полу Шредеру, можливо, знадобиться знайти нову рішення для покращення, але деякі сильні рішення не можна не відзначити». На Metacritic фільм отримав середньозважену оцінку 63 зі 100 на основі голосів 45 критиків, що вказує на «загалом схвальні відгуки».